# 吉良義孚
吉良 義孚（きら よしざね）は、江戸時代中期の旗本。吉良家の支流である東条家を継ぎ、赤穂事件で絶えた吉良の家名を復興した。

## 生涯
宝永8年/正徳元年（1711年）、旗本柘植三右衛門影正（1000石）の次男として生まれた。養父となる東条義武は影正の実弟である。影正・義武兄弟の母の実家荒川家は吉良氏の支族という縁にあたる。
義孚は、享保7年（1722年）12月14日に没した東条義武の末期養子となる。享保8年（1723年）3月5日に東条家500石の家督相続が認められ、6月11日に将軍徳川吉宗に初御目見する。
東条家の宗家であった吉良家は、赤穂事件によって絶えていた（事件後、武蔵吉良氏の流れを汲む蒔田家が吉良の家名を称し、高家を務めている）。享保17年（1732年）2月25日、東条義孚は吉良姓への復姓を願い出て許された。その後、西の丸書院番となったが、宝暦10年12月28日（1761年）には職を辞した。
明和3年（1766年）4月19日に死去した。享年56。吉良家の菩提寺である牛込の万昌院に葬られた。法名は大洲。
家督は長男吉良義勝が継いだ。

## 系譜
義勝の後、吉良家は、義勝の子の義渡（よしかず）、義渡の弟の義質（よしかた）の順に相続している。

## 註
1. ↑  『寛政重修諸家譜』記載の享年からの逆算による。